# David McCallum
David McCallum (Glasgow, 1933. szeptember 19. – New York, 2023. szeptember 25.) skót színész, zenész.
Ismertebb televíziós munkái közé tartozik Illya Kuryakin titkos ügynök a The Man from U.N.C.L.E. cím 1960-as évekbeli sorozatban. 1978-ban az Emberrablók című minisorozatban tűnt fel, 2003-tól húsz évadon át az NCIS egyik főszereplője volt.

## Élete és pályafutása
1957–1967 között Jill Ireland első férje. Az Amerikai Egyesült Államokban élt.

## Halála
2023. szeptember 25-én, hétfőn hunyt el a New York-i Presbyterian kórházban, 90 éves korában.

## Filmográfia

### Film
| Év   | Magyar cím                            | Eredeti cím                         | Szerep                                                  | Magyar hang          |
| ---- | ------------------------------------- | ----------------------------------- | ------------------------------------------------------- | -------------------- |
| 1957 |                                       | Ill Met by Moonlight                | tengerész (cameo)                                       |                      |
| 1957 |                                       | These Dangerous Years               | ismeretlen szerep                                       |                      |
| 1957 |                                       | Robbery Under Arms                  | Jim Marston                                             |                      |
| 1957 |                                       | Hell Drivers                        | Jimmy Yately                                            |                      |
| 1957 |                                       | The Secret Place                    | Mike Wilson                                             |                      |
| 1958 | A Titanic éjszakája                   | A Night to Remember                 | Harold Bride                                            |                      |
| 1958 |                                       | Violent Playground                  | Johnnie Murphy                                          |                      |
| 1961 | A hosszú, az alacsony és a magas      | The Long and the Short and the Tall | Samuel "Sammy" Whitaker közlegény                       |                      |
| 1961 |                                       | Jungle Street                       | Terry Collins                                           |                      |
| 1962 | Freud: a titkos szenvedély            | Freud: The Secret Passion           | Carl von Schlossen                                      |                      |
| 1962 | Billy Budd                            | Billy Budd                          | Steven Wyatt tüzértiszt                                 |                      |
| 1963 | A nagy szökés                         | The Great Escape                    | Eric Ashley-Pitt hadnagy-parancsnok / A szétszóró ember | Boros Zoltán         |
| 1963 | A nagy szökés                         | The Great Escape                    | Eric Ashley-Pitt hadnagy-parancsnok / A szétszóró ember | Széles Tamás         |
| 1964 | Kémcsapda                             | To Trap a Spy                       | Illya Kuryakin                                          |                      |
| 1965 | Álcázott kémek                        | The Spy with My Face                | Illya Kuryakin                                          |                      |
| 1965 | A világ legszebb története – A Biblia | The Greatest Story Ever Told        | Júdás                                                   | Reisenbüchler Sándor |
| 1966 | Egy kém túl sok                       | One Spy Too Many                    | Illya Kuryakin                                          |                      |
| 1966 | Kém zöld kalapban                     | The Spy in the Green Hat            | Illya Kuryakin                                          |                      |
| 1966 |                                       | Around the World Under the Sea      | Dr. Philip Volker                                       |                      |
| 1966 |                                       | The Big T.N.T. Show                 | ceremóniamester / karmester                             |                      |
| 1966 | Az egyik kémünk hiányzik              | One of Our Spies Is Missing         | Illya Kuryakin                                          |                      |
| 1967 | A karate gyilkosok                    | The Karate Killers                  | Illya Kuryakin                                          |                      |
| 1967 |                                       | Three Bites of the Apple            | Stanley Thrumm                                          |                      |
| 1968 | A helikopterkémek                     | The Helicopter Spies                | Illya Kuryakin                                          |                      |
| 1968 |                                       | Sol Madrid                          | Sol Madrid                                              |                      |
| 1968 |                                       | How to Steal the World              | Illya Kuryakin                                          |                      |
| 1969 | Moszkito-század                       | Mosquito Squadron                   | Quint Monroe repülő őrnagy                              |                      |
| 1969 |                                       | La cattura                          | Stephen Holmann őrmester                                |                      |
| 1969 |                                       | Rascal                              | jégkrémes ember                                         |                      |
| 1972 |                                       | Night of the Lepus                  | rendőr                                                  |                      |
| 1975 |                                       | The Kingfisher Caper                | Benedict Van Der Byl                                    |                      |
| 1976 |                                       | Dogs                                | Harlan Thompson                                         |                      |
| 1977 |                                       | King Solomon's Treasure             | Sir Henry Curtis                                        |                      |
| 1980 | Az erdei kápolna titka                | The Watcher in the Woods            | Paul Curtis                                             |                      |
| 1985 | Utolsó választás                      | Terminal Choice                     | Dr. Giles Dodson                                        | Szersén Gyula        |
| 1986 | A szél                                | The Wind                            | John                                                    | Rosta Sándor         |
| 1990 |                                       | The Haunting of Morella             | Gideon                                                  |                      |
| 1991 | Hallgasd a dalomat!                   | Hear My Song                        | Jim Abbott                                              |                      |
| 1993 |                                       | Fatal Inheritance                   | Brandon Murphy                                          |                      |
| 1993 |                                       | Dirty Weekend                       | Reggie                                                  |                      |
| 1994 |                                       | Healer                              | A Sakál                                                 |                      |
| 1999 |                                       | Cherry                              | Mammy                                                   |                      |
| 2008 | Batman: Gotham lovagja                | Batman: Gotham Knight               | Alfred Pennyworth (hangja)                              | Versényi László      |
| 2009 | A Csodanő                             | Wonder Woman                        | Zeus (hangja)                                           |                      |
| 2014 | Batman fia                            | Son of Batman                       | Alfred Pennyworth (hangja)                              | Rosta Sándor         |
| 2015 | Batman kontra Robin                   | Batman vs. Robin                    | Alfred Pennyworth (hangja)                              | Szokolay Ottó        |

- 2003–tól NCIS (Navy CIS: Naval Criminal Investigative Service) - (Dr. Donald Mallard)
- 1994 – Gyilkos ábránd (Shattered Image) - (Ben)
- 1994 - Babylon 5 (dr. Vance Hendricks) 1 epizód, 1. évad 4. rész
- 1993 – Piszkos hétvége (Dirty Weekend) - (Reggie)
- 1988 – Szabadságharcosok (Freedom Fighter) - (Kemper őrmester)
- 1986 – Az aranyifjú - magyar film - (Zombori felügyelő)
- 1968 – Hogyan lopjuk el a világot? (How to Steal the World) - (színész)
- 1967 – Három harapás alma (Three Bites of the Apple) - (Stanley Thrumm)
- 1966 – A föld körül, a víz alatt (Around the World Under the Sea) - (Dr. Phil Volker)
- 1965 – Kém az én képmásomra (The Spy With My Face) - (Illya Kuryakin)